# Jiang Zhuyun
Jiang Zhuyun (chiń. 江竹筠; pinyin Jiāng Zhúyún; Wade-Giles Chiang Chu-yün; także Jiang Zhujun, 江竹君; ur. 20 sierpnia 1920 w Zigong, zm.  14 listopada 1949 w Chongqingu) – chińska rewolucjonistka, działaczka KPCh w Chongqingu, w Chinach znana też jako „Siostra Jiang” (chiń. 江姐; pinyin Jiāng Jiě) .

## Życiorys
Urodziła się 20 sierpnia 1920 pod imieniem Jiang Zhujun (江竹君), w wiosce Jiangjiawan  w Zigong, w rodzinie chłopskiej . Gdy miała osiem lat przeprowadziła się wraz z matką do Chongqingu  , gdzie już jako dziesięciolatka pracowała w fabryce pończoch .
Od 1936 uczęszczała do szkoły średniej w Chongqing, po wybuchu wojny z Japonią w lipcu 1937 uczestniczyła w patriotycznej demonstracji młodzieży . Tamże w 1939, w wieku 19 lat wstąpiła do Komunistycznej Partii Chin (KPCh)  . Chciała udać się do bazy KPCh w Yan’an, lecz polecono jej pozostać w Chongqingu i współtworzyć konspiracyjne komórki KPCh . W 1940 przeniosła się do szkoły zawodowej, gdzie zorganizowała komórkę partyjną  . Od 1941 współpracowała przy wydawaniu gazety „Tingjin” . W 1944 podjęła studia na Uniwersytecie Syczuańskim, gdzie kontynuowała działalność  .
W 1943 dostała została łączniczką Penga Yongwu (彭咏梧) z miejskiego komitetu KPCh w Chongqing , odtąd mieli oni udawać rodzinę  . Stopniowo zrodziło się między nimi uczucie i w 1945 roku Jiang faktycznie wyszła za mąż, a w 1946 urodziła ich jedyne dziecko, Peng Yuna .
W 1946 uczestniczyła w protestach antywojennych w Chongqingu . W 1947, w związku ze wznowieniem chińskiej wojny domowej, kontynuowała pracę przy wydawaniu „Tingjin” , a w 1948 wraz z mężem uczestniczyła w sformowaniu oddziału partyzanckiego w Xiachuan . Gdy Peng Yongwu poległ w boju na początku 1948 roku, Jiang zdecydowała się przejąć jego obowiązki    . Odtąd koordynowała łączność między organizacjami i sprawowała pieczę nad listą i danymi kontaktowymi członków podziemia KPCh w Chongqingu .
14 czerwca 1948 wskutek zdrady została zatrzymana przez agentów Kuomintangu w Wanxian i uwięziona w tajnym więzieniu Zhazidong (渣滓洞) w Chongqingu     . Tam była ze szczególnym okrucieństwem torturowana przez agentów Kuomintangu    : razili ją prądem, okładali żelaznym biczem i łomem, kłuli bambusowymi szpikulcami; lecz Jiang nie wydała nikogo z towarzyszy, ani nie przyznała się do żadnego przestępstwa .
14 listopada 1949, na krótko przed wejściem Armii Ludowo-Wyzwoleńczej do Chongqingu, Jiang zginęła zastrzelona przez kuomintangowców; miała 29 lat   .

## Znaczenie

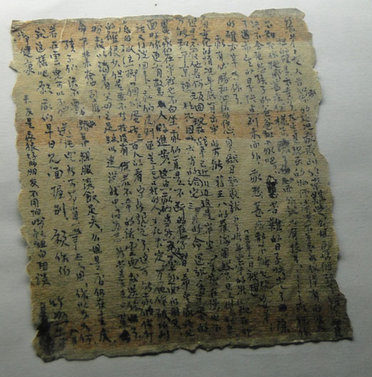
List (gryps) Jiang Zhuyun z więzienia Zhazidong

Jiang Zhuyun była pierwowzorem postaci Jiang Xueqin z powieści „Czerwona Skała” (chiń. 红岩; pinyin Hóngyán) z 1961 roku. W 1964 na podstawie tejże powieści i życiorysu Jiang Zhuyun powstała opera „Siostra Jiang” (chiń. 江姐; pinyin Jiāng Jiě), wystawiana m.in. w Chińskim Teatrze Narodowym w Pekinie z okazji Święta Narodowego ChRL. Przedstawienie to spopularyzowało w Chinach wizerunek Siostry Jiang, z ciemnymi włosami do ramion, w czerwonej kurtce na niebieskim cheongsam i z długim białym szalikiem. W 1978 roku nakręcono film „Siostra Jiang” przedstawiający jej losy. W 2009 roku Jiang została zaliczona w poczet „100 bohaterów, który wnieśli szczególny wkład w powstanie Nowych Chin”. W 2021 roku znalazła się w gronie pięciu „rewolucyjnych męczenników” przedstawionych w filmie powstałym na stulecie KPCh. Jej życiorys znajduje się również w chińskich podręcznikach szkolnych .
Rewolucjonistów zamordowanych w kuomintangowskich więzieniach Baigongguan i Zhazidong upamiętnia Muzeum Rewolucyjne Czerwonej Skały w Chongqing . Ponadto w Muzeum Shanxia w tymże mieście przechowywany jest ostatni list Jiang Zhuyun.